# Gustavo Simões
Gustavo Santos Simões da Silva, plus couramment appelé Gustavo Simões, né le 23 avril 2002 à Praia Grande au Brésil, est un footballeur brésilien qui joue au poste d'attaquant au Avaí FC.

## Biographie

### Avaí FC (depuis 2022)
Formé au sein du club, la carrière du joueur débute à l'Avaí FC, dans son pays natal. Il signe un contrat de trois ans jusqu'en 2025 avec son club.

#### Prêt au FC Osaka (2023)
En 2023, le joueur rejoint en prêt le FC Osaka, au Japon, évoluant en troisième division.

#### Prêt au Sampaio Corrêa FC (2024)
En janvier 2024, il signe une nouvelle fois en prêt au Sampaio Corrêa FC, au Brésil.

#### Prêt au FC Differdange 03 (2024-2025)
En 2024, il rejoint en prêt le FC Differdange 03, actuel champion du Luxembourg en BGL Ligue.
Il remporte le premier trophée de sa carrière en terminant champion de BGL Ligue à l'issue de la saison 2024-2025.

## Palmarès
| FC Differdange 03 (2) :                                                        |
| ------------------------------------------------------------------------------ |
| - BGL Ligue (1) - Champion : 2025 - Coupe du Luxembourg (1) - Vainqueur : 2025 |